# Euippe plumbocaerulea
Euippe plumbocaerulea là một loài bướm đêm trong họ Geometridae.